# Roberto Longhi
Pour les articles homonymes, voir Longhi.
Roberto Longhi (Alba, 1890 -  Florence, 1970) est un historien de l'art italien célèbre par ses études sur Domenico Veneziano, sur Hendrick ter Brugghen, sur Caravage, sur Velasquez, sur Masolino, sur Masaccio et plus particulièrement sur Piero della Francesca (étude célèbre parue en 1927).
Sa découverte des églises, des musées et des collections d'art de toute l'Europe, dans un voyage de 2 ans entre 1920 et 1922, lui permet ensuite, par ses écrits dans de nombreuses revues, ses livres réputés et ses expositions, d'attirer l’attention sur des artistes oubliés de la Renaissance. Il développe une recherche sur les structures figuratives et sur la verbalisation de l’image. La qualité particulière de son écriture le fait reconnaître, dans la littérature italienne, comme un écrivain à part entière.
Il s’intéresse aussi, en peinture, à l’impressionnisme, au cubisme, et en littérature, particulièrement, à Charles Baudelaire et à Stéphane Mallarmé.

## Biographie
Né le 28 décembre 1890 à Alba, en Piémont, dans une famille originaire d’Émilie, il est le fils de Linda Battaglia et de Giovanni Longhi, professeur des matières techniques à l'École royale œnologique.
En 1910, une exposition à Venise lui révèle Courbet et Renoir. En 1911, il étudie à Turin, avec Pietro Toesca, qui restera un maître admiré. La même année, il publie sa thèse sur Caravage qui le fait remarquer ; ensuite, il part pour Rome où il suit l’enseignement d’Adolfo Venturi.
Il collabore à la revue L'Arte et à partir de 1912, à une revue d’avant-garde, La Voce. Il rédige des essais sur Mattia Preti, sur Boccioni, sur les futuristes dont il est proche.
Pendant l'année scolaire 1913-1914, il étudie à l'école supérieure Tasso e Visconti à Rome et y rencontre Lucia Lopresti.
En 1914, il établit, avec Le Due Lise, un parallèle spirituel et percutant entre La Joconde et la Lise de Renoir, malmène les idoles comme Léonard de Vinci, Raphaël et Michel-Ange. Il publie des articles et des notes critiques dans la revue L'Arte sur Piero della Francesca, sur Artemisia Gentileschi, sur Caravage. Il commence sa carrière de collectionneur en 1916, en rassemblant des œuvres de caravagesques.
Entre 1920 et 1922, il traverse toute l'Europe avec Alessandro Contini Bonacossi ; ils visitent ainsi les musées, les églises et les collections privées de France, d'Espagne, d'Allemagne, d'Autriche, des Pays-Bas, de Tchécoslovaquie et de Hongrie. Il devient lecteur à l'Université de Rome en 1922.
En 1924, il épouse Lucia Lopresti, qui deviendra ensuite écrivain sous le nom d'Anna Banti.
En 1926, il collabore à la revue périodique Vita Artistica qu'il dirige à partir de 1927 avec Emilio Cecchi et avec qui il crée, l'année suivante le périodique Pinacotheca. En 1927, il publie sa célèbre monographie sur Piero della Francesca et le fait redécouvrir.
En 1934, il est nommé professeur d'art médiéval et d'art moderne à l'Université de Bologne et publie l'Officina ferrarese. Dès 1935, ses cours sur le Trecento et le Quattrocento en Émilie et en Italie du Nord fascinent les étudiants bolonais à travers la qualité propre de l’image, la présence du peintre, son insertion dans un milieu donné, dans un moment de l’histoire ; parmi ses élèves, on peut citer Pier Paolo Pasolini et Attilio Bertolucci. Il oriente de telle façon les recherches de ses étudiants qu'ils prépareront ce qui donnera les expositions de l'après-guerre : Quatorzième Siècle bolonais (1950) et à L’Art lombard, des Visconti aux Sforza (1958).
En 1937, son intérêt, qui porte aussi sur l'art contemporain, lui fait publier une monographie de Carlo Carrà et il devient aussi l'ami de Giorgio Morandi. De 1938 à 1940, il dirige le périodique La Critica d'Arte avec Ranuccio Bianchi Bandinelli et Carlo Ludovico Ragghianti. Il s'installe à Florence en 1939.
En 1943, il démissionne de sa chaire de Bologne, à la suite de son refus de jurer fidélité à l’éphémère république de Salò.
En 1946, son Viatico per cinque Secoli di Pittura veneziana paraît, suivi d'une exposition organisée par Rodolfo Pallucchini. Entre 1947 et 1948, une série de ses contributions paraissent dans le Arte Veneta. Il fonde en 1949 la revue Paragone avec sa femme Anna Banti, devenue historienne et critique d'art, romancière et traductrice. Elle en est la directrice et y écrit des textes littéraires.
Longhi poursuit son enseignement et ses travaux à Florence au cours des années 1950, et publie en 1952 sa monographie sur Caravage. Il organise en 1953 sa seconde exposition à Milan sur ce peintre dans Peintres de la réalité en Lombardie (I pittori della realtà in Lombardia) avec Umberto Barbaro. Il produit la même année plusieurs documentaires sur des artistes comme Carpaccio, Caravage, Carrà.
En 1960, résidant toujours à Florence, il rédige la publication de ses œuvres complètes (5 volumes paraissent avant sa mort, 4 ont été publiés depuis) et le catalogue de sa collection personnelle, de ses livres et de sa photothèque, dans sa maison de Florence la Villa Il Tasso, via Fortini, qu'il a acquise en 1939.
Roberto Longhi meurt le 3 juin 1970.

## Postérité
En 1971, sa maison devient la  fondation Roberto Longhi  (Fondazione di Stu di di Storia dell'Arte Roberto Longhi) et comporte toutes les collections qu'il lui a léguées.
En 2015, une exposition au musée Jacquemart-André à Paris rend hommage à ses travaux.
Du 29 mai au 18 octobre 2021, une exposition au musée des Beaux-Arts de Caen, en partenariat avec la Fondation Longhi, présente une vingtaine de dessins de la main du collectionneur, ainsi qu'une cinquantaine de tableaux d'inspiration caravagesque issus de la maison de Roberto Longhi à Florence : "L'Ecole du regard. Caravage et les peintres caravagesques dans la collection Roberto Longhi".

## Expositions
- 1948 : Giuseppe Maria Crespi à Bologne
- 1950 : La peinture à Bologne au  XIVe siècle à Bologne
- 1951 : Caravaggio e i caravaggeschi à Milan
- 1953 : I pittori della realtà in Lombardia à Milan
- 1958 : Arte lombarda dai Visconti agli Sforza à Milan

## Ouvrages

### Parutions en Italie
- Breve ma veridica storia della pittura italiana (it), (1914)
- Piero de' Franceschi, Rome (1923)
- Piero della Francesca, (1927)
- Officina Ferarrese, Rome (1934)
- Caravaggio, Milan (1952)
- Il Correggio e la camera di San Paolo a Roma (1956)
- Opere Complete, Florence (1963)

### Parutions en France (traductions)
- Traduction de Lucien d'Azay  d'un écrit de 1914 : Histoire brève mais véridique de la peinture italienne, 192 pages, no 11 de la collection Les Mondes de l'art, ed. Klincksieck, 12/09/2018  (ISBN 9782252040898)
- Piero della Francesca avec catalogue raisonné, Éditions Hazan (1989 & réédition 2000)  (ISBN 2850251747)
- Le Caravage - Seuil, collection Regard (1927 et réédition 2004)  (ISBN 2 84105 169 2)
- L’Atelier de Ferrare, Éditions Gérard Monfort  (1992)  (ISBN 2852260395)
- À propos de Masolino et de Masaccio : Quelques faits. Les fresques du Carmine : Masaccio et Dante. Pandora éditions (1981)
- Masolino et Masaccio, Pandora éditions (1983)
- Le Caravage, Editions du Regard (2024), traduit par Gérard-Julien Salvy